# 八雲神社 (足利市)
本項目では栃木県足利市にある八雲神社について述べる。
足利市内に現存する八雲神社は以下の5社である。
- 八雲神社（やぐもじんじゃ） - 足利市緑町1-3776に鎮座。八雲神社 (足利市緑町)で述べる。
- 八雲神社（やぐもじんじゃ） - 足利市大門通2379-2に鎮座。八雲神社 (足利市大門通)で述べる。
- 八雲神社（やぐもじんじゃ） - 足利市通5-2816に鎮座。八雲神社 (足利市通)で述べる。
- 八雲神社（やぐもじんじゃ） - 足利市田中町193に鎮座。
- 八雲神社（やくもじんじゃ） - 足利市五十部町130に鎮座。同市緑町の八雲神社から分祀により創建。

## 八雲神社 (足利市緑町)
八雲神社（やぐもじんじゃ）は、栃木県足利市緑町にある神社。素盞嗚男命を主祭神とし、大己貴命、少彦名命、火具土命を配祀している。過去には、通の八雲神社を牛頭天王下社と呼んだのに対し、当社を牛頭天王上社と称した。

### 歴史
社伝によると、貞観11年（869年）に清和天皇の勅定により素盞嗚男命他二神を祀ったのが始まりという。一方で、日本武尊が東征の際に出雲大社を勧請したという伝承もある。平将門の乱の際には藤原秀郷が戦勝祈願し、前九年の役および後三年の役の際には源頼義と源義家が戦勝祈願している。秀郷は将門討伐後に当社に神馬と太刀を寄進した他、足利郡と新田郡を神領として寄進している。
また、寛仁3年（1019年）から治承3年（1179年）まで当社に例幣使が派遣された。応徳元年（1084年）には源義国によって足利郡と梁田郡の総鎮守とされ、義国は太刀を寄進した。
1877年（明治10年）、天神社境内に社殿を移転した。以前の鎮座地は渡良瀬川の氾濫に遭うため、高台の天神社境内に移転したのである。
2012年（平成24年）12月9日午前3時25分頃、出火し社殿を全焼した。
2015年（平成27年）2月20日、八雲神社は内宮別宮の月讀荒御魂宮から式年遷宮の古材を譲り受け社殿を再建することを発表した。2017年（平成29年）12月9日、社殿の再建に伴う神事が行われた。月讀尊が新たに合祀された。

### 神鏡
当社には直径55センチ、重さ18.7キロの「牛頭天王の神鏡」が伝わっている。元禄8年（1695年）、社殿改築の際に奈良、平安時代の古銭が出土。この地の領主の本庄宗資は古銭から5つの神鏡を鋳造させ、そのうち4つを皇大神宮、鹿島神宮、若宮八幡宮社、護国寺に奉献した。残る1つが当社に伝わる神鏡であり足利市指定文化財であるが、平成24年の火災により焼失している。

### 祭事
主な祭事は以下の通り。
- 1月1日：歳旦祭
- 2月3日：節分追儺祭
- 3月30日：春祭
- 6月30日：大祓
- 7月21日：大祭
- 11月23日：新嘗祭
- 12月31日：大祓
  - 7月の大祭に合わせて「御幣合せ」神事が行われる。7月20日夜に上の宮（当社）に、7月21日夜に下の宮である足利市通の八雲神社に神輿が渡御する[13]。7月22日に同市緑町の下馬場にて両宮の神輿が会い、両宮の御幣を合わせる神事が行われる[13]。

### 登場作品

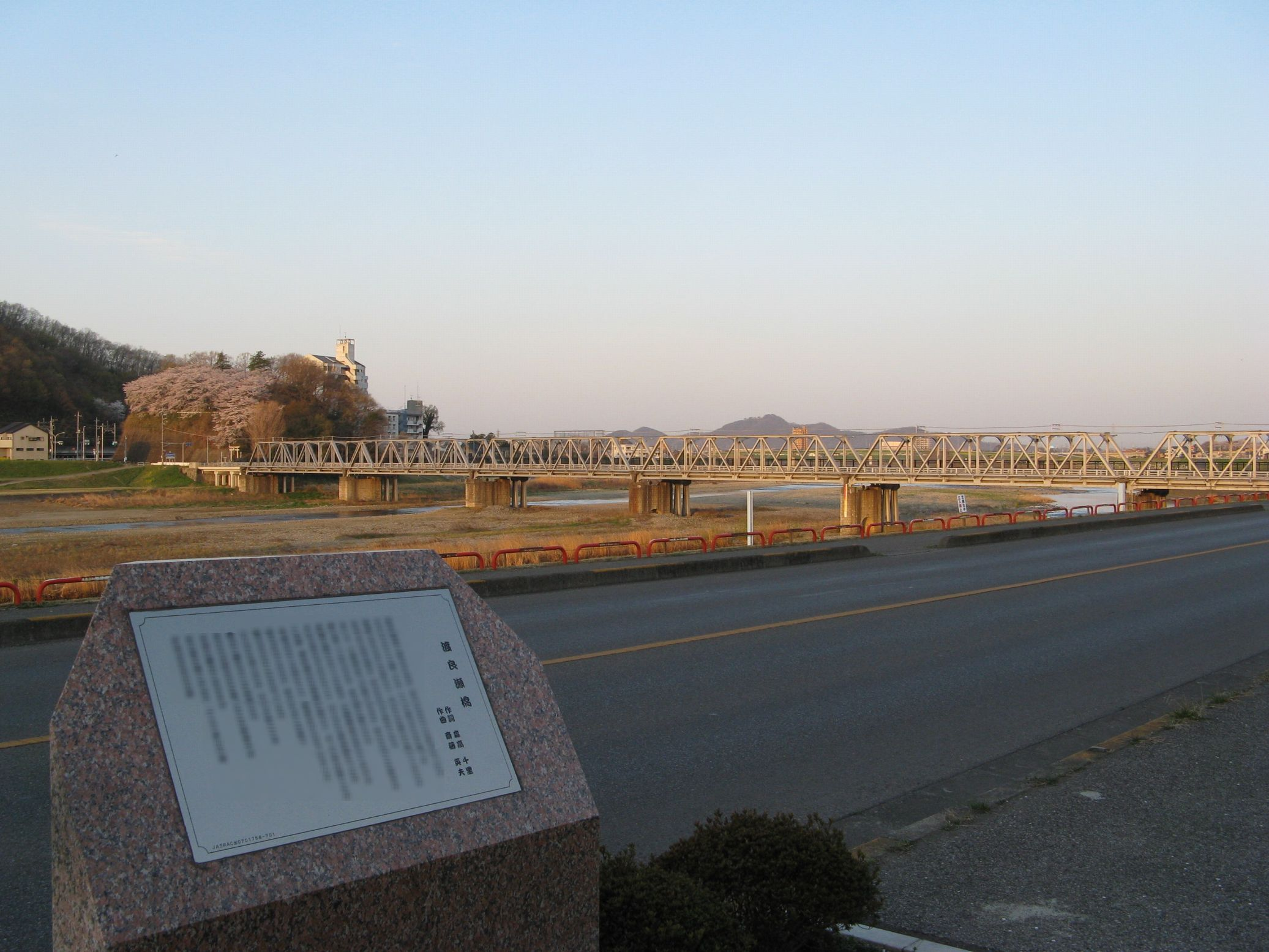
渡良瀬橋の歌碑

「渡良瀬橋」
森高千里の「渡良瀬橋」の歌詞に、この神社が登場している。森高は2012年（平成24年）5月にこの神社を訪れており、同年12月の火災にあたっては、「思い出のある神社が火事になって残念」との旨のメッセージを公表している。また、コンサート会場で再建のための募金を募り、約187万円を寄付している。
『君に届け』
2010年公開の日本映画『君に届け』のロケが行われている。

## 八雲神社 (足利市大門通)
八雲神社（やぐもじんじゃ）は、栃木県足利市大門通にある神社。素盞嗚男命、奇稲田姫命を祀る。旧社格は村社。

### 歴史
宝永2年（1705年）に創建と伝えられる。文久3年（1863年）、火災のため社殿が焼失するが、翌年再建される。昭和4年（1929年）、同市通2丁目に社殿を造営。同42年（1967年）、社殿を大門通に移転した。

### 文化財
足利市指定文化財
- 神輿

## 八雲神社 (足利市通)
八雲神社（やぐもじんじゃ）は、栃木県足利市通にある神社。素盞嗚男命を祀る。旧社格は郷社。過去には、緑町の八雲神社を牛頭天王上社と呼んだのに対し、当社を牛頭天王下社と称した。

### 歴史
社伝によると、貞観年間（859年－877年）に藤原村雄が津島神社を勧請したのが始まりという。天保14年（1843年）、本殿を改築。大正14年（1925年）、拝殿を新築した。平成14年（2002年）には社務所を改築している。

### 文化財
足利市指定文化財
- 神輿
- なぎなた
- 獅子頭
- イチョウ